# Jaap Stam
Jakob „Jaap” Stam (ur. 17 lipca 1972 w Kampen) – holenderski trener i piłkarz grający na pozycji prawego lub środkowego obrońcy.

## Kariera klubowa

### Początki
Stam rozpoczynał swoją karierę w amatorskim klubie ze swojego rodzinnego miasta DOS Kampen. 15 sierpnia 1992 roku, reprezentując barwy FC Zwolle, zadebiutował jako profesjonalny piłkarz w meczu przeciwko Heraclesowi Almelo w Eerste Divisie. Szybko stał się podstawowym zawodnikiem FC Zwolle i po roku przeszedł do SC Cambuur, które występowało wtedy w Eredivisie. Nowa drużyna Stama jeszcze w tym samym sezonie spadła do Eerste Divisie. W 1995 roku Jakob zmienił klub na Willem II Tilburg, lecz grał tam tylko pół roku. Zimą 1996 dostał propozycję transferu do PSV Eindhoven. Z oferty tej skorzystał i jeszcze w tym sezonie świętował zdobycie swojego pierwszego trofeum w profesjonalnej karierze, Pucharu Holandii.

### PSV Eindhoven
Jaap Stam był kluczowym zawodnikiem w drużynie PSV Eindhoven podczas sezonu 1996/1997, kiedy to wygrali Eredivisie i Superpuchar Holandii.
W 1998 roku Manchester United zapłacił za Stama 10,6 milionów funtów, a Jaap został najdroższym holenderskim piłkarzem w historii oraz najdroższym obrońcą na świecie.

### Manchester United
Stam spędził w Manchesterze 3 lata, podczas którego United wygrali: trzykrotnie Premier League, jeden raz FA Cup, Puchar Interkontynentalny oraz Ligę Mistrzów. W 2001 Jaap ponownie zmienił klub. Tym razem było to S.S. Lazio.

### Lazio
Jaap Stam w S.S. Lazio grał przez 3 sezony, podczas których zaliczył 70 gier i strzelił 3 bramki. W sezonie 2003/2004 Lazio ze Stamem w składzie zdobyło Puchar Włoch.

### A.C. Milan
Do Milanu przeszedł po Euro 2004. Nie zawsze miał miejsce w pierwszej jedenastce, lecz w ciągu dwóch lat zaliczył aż 42 występy. Po zakończeniu sezonu 2005/2006 postanowił wrócić do Holandii. Dostał propozycję podpisania kontraktu od PSV Eindhoven, SC Heerenveen i Ajaksu Amsterdam. Wybrał ofertę klubu z Amsterdamu.

### AFC Ajax
Po przejściu do Ajaksu od razu został kapitanem drużyny. Występował jednak jeszcze tylko przez jeden sezon, po czym postanowił zakończyć karierę. Decyzję o zakończeniu piłkarskiej kariery ogłosił 29 października 2007 roku na specjalnie zwołanej konferencji. Oficjalną przyczyną zakończenia kariery przez Stama były kontuzje trapiące zawodnika od kilku sezonów.

## Kariera szkoleniowa
W czerwcu 2016 został menadżerem występującego w Football League Championship Reading F.C.. Z zespołem pracował do 2018 roku. 28 grudnia 2018 został trenerem PEC Zwolle, a od 1 czerwca 2019 rozpocznie pracę w zespole Feyenoordu.

## Kariera reprezentacyjna
Stam zadebiutował w kadrze narodowej Holandii 24 kwietnia 1996 roku w wygranym 1:0 meczu przeciwko Niemcom. Od tej pory zawsze był ważnym ogniwem w reprezentacji.
EURO 2000 rozgrywane było w ojczyźnie Jakoba, Holandii, oraz Belgii. W półfinale współgospodarze imprezy podejmowali Włochów. Po wyrównanym meczu, zakończonym wynikiem 0:0, doszło do serii rzutów karnych. W ekipie „Pomarańczowych” jedenastek nie wykorzystało aż trzech graczy: Frank de Boer, Paul Bosvelt oraz właśnie Stam. Włosi skrzętnie to wykorzystali i wygrali 3:1.
Jakob zakończył przygodę z reprezentacją po EURO 2004. Swoją decyzję argumentował chęcią poświęcenia się rodzinie (żonie Ellis i ich czwórce dzieci) i skupieniu na grze w Milanie. W reprezentacji Holandii rozegrał łącznie 67 spotkań, strzelając 3 bramki.

## Sukcesy

### Z PSV Eindhoven
- Eredivisie: 1998
- Superpuchar Holandii: 1996, 1997, 1998
- Puchar Holandii: 1998

### Z Manchesterem United
- Premier League: 1999, 2000, 2001
- FA Cup: 1999
- Liga Mistrzów: 1999
- Puchar Interkontynentalny: 1999

### Z Lazio
- Superuchar Włoch: 2004
- Puchar Włoch: 2004

### Z Ajaksem Amsterdam
- Superpuchar Holandii: 2006, 2007
- Puchar Holandii: 2007

### Indywidualnie
- Tytuł najlepszego piłkarza roku w Holandii: 1997
- Tytuł najlepszego obrońcy Ligi Mistrzów UEFA: 1999, 2000